# Passcovery Suite
Passcovery Suite — условно-бесплатная, мультиформатная компьютерная программа для восстановления утраченных паролей к файлам популярных форматов.

## Возможности программы
Программа объединяет в себе возможности моноформатных утилит компании и предназначена для скоростного восстановления утраченных паролей с применением доступных вычислительных ресурсов компьютера пользователя: центрального и графического процессоров. Программа использует низкоуровневую asm-оптимизацию исходного кода для увеличения скорости работы на CPU Intel/AMD и технику универсальных GPU вычислений для дополнительного GPU ускорения на видеокартах NVIDIA G80 — Turing / AMD Evergreen — RDNA.
Для оптимизации объёма диапазона проверки и сокращения времени поиска, наряду со стандартными методами восстановления стойких паролей, в Passcovery Suite разработаны усовершенствованные методики: полный перебор (атака грубой силы) по позиционной маске, объединение и мутация паролей при переборе по словарю, поддержка многоязычных Unicode-словарей, сценарии атак на пароль. Passcovery Suite обладает набором оригинальных радужных таблиц для гарантированной расшифровки файлов Microsoft Excel/Word 97-2003 и Adobe PDF 1.1-1.3 с коротким (40 бит) ключом шифрования. Для удобства пользователя, в программе реализованы автоматическое сохранение статуса поиска, классический графический интерфейс Windows и интерфейс командной строки.
Распространяется программа в виде отдельных дистрибутивов для Windows x86/x64, заверенных цифровой подписью разработчика.

### Поддержка форматов в Passcovery Suite
- Файлы пакетов офисных приложений Microsoft Access 6-2010, Microsoft Excel 6-2019, Microsoft Word 6-2019, Microsoft PowerPoint XP-2019, Adobe PDF 1.1-1.7 EL8, OpenOffice.org 1.1-4.x, LibreOffice 3.3b-6.x
- Архивы RAR3/RAR5, ZIP с классическим шифрованием, Zipx с шифрованием WinZip AES
- Файлы резервных копий Apple iOS 4.x-13.x, BlackBerry OS 5.x-6.x
- Тома TrueCrypt 7.x
- Файлы «рукопожатий» WPA/WPA2

## История развития
16 мая 2012 года был анонсирован выпуск Passcovery Suite 1.0. Помимо работы с видеокартами NVIDIA, программа получила уникальную поддержку GPU ускорения на видеокартах AMD 4xxx-7xxx.
22 ноября 2012 года, с выпуском Passcovery Suite 2.0, программа получила поддержку формата Microsoft Office 2013 и новых видеокарт NVIDIA, а также радужные таблицы для гарантированной расшифровки файлов Microsoft Excel/Word 97-2003 (с 40-ка битным ключом шифрования).
С выходом версии 3.0 в апреле 2014-го года, в программе появилась поддержка всех версий формата Adobe PDF и обновлённые радужные таблицы для расшифровки файлов Adobe PDF 1.1-1.3 с коротким ключом шифрования. Была реализована работа на видеокартах AMD R7/R9 (архитектура AMD GCN) и всём семействе NVIDIA Maxwell.
1 октября 2018 года программа обновилась до версии версия 3.6 и получила поддержку GPU архитектуры NVIDIA Turing и AMD Vega. Улучшилась работа алгоритма SHA-512, что увеличило скорость восстановления паролей для файлов Microsoft Office 2013 и томов TrueCrypt с этим алгоритмом.
6 марта 2020 года анонсирована[прояснить] Passcovery Suite 3.8 с улучшенной поддержкой смешанного формата Microsoft Office 2010/2013 и новыми исполнительными ядрами для работы на видеокартах с архитектурой AMD RDNA.

## Моноформатные утилиты и веб-сервис
- Accent OFFICE Password Recovery (AccentOPR). Утилита для восстановления паролей к файлам в формате Microsoft Office и OpenOffice/LibreOffice. При поиске «Пароля для открытия» в файлах Microsoft Office 2007 и выше, а также в файлах всех версий OpenOffice/LibreOffice, программа ускоряется на видеокартах AMD/NVIDIA. Программный модуль утилиты включён в состав Passcovery Suite[10][11][12][13][14].
- Accent PDF Password Recovery (AccentPPR). Утилита для восстановления паролей к файлам Adobe PDF всех версий формата (1.1 — 1.7 EL8). Программный модуль включён в Passcovery Suite[15].
- Accent RAR Password Recovery (AccentRPR). Утилита для восстановления паролей к архивным файлам a формате RAR3 и RAR5. Поддерживает GPU ускорение. Программный модуль утилиты включён в Passcovery Suite[14][16][17].
- Accent ZIP Password Recovery (AccentZPR). Утилита для восстановления паролей к архивным файлам, использующим классическое и WinZip AES шифрование. Поддерживает GPU ускорение. Программный модуль утилиты включён в состав Passcovery Suite[18][19][20].
- Accent EXCEL Password Recovery (AccentEPR). Упрощённая утилита для восстановления паролей к файлам Microsoft Excel всех версий. Поддержка GPU ускорения отсутствует[11][12][21][22].
- Accent WORD Password Recovery (AccentWPR). Упрощённая утилита для восстановления паролей к файлам Microsoft Word всех версий. Поддержка GPU ускорения отсутствует[23].
- ВерниДоступ.ру (русскоязычное зеркало сервиса AccessBack.com). Онлайн-сервис, применяющий алгоритмы Passcovery Suite и её оригинальные радужные таблицы для расшифровки документов Microsoft Excel/Word и Adobe PDF с короткими (40 бит) ключами шифрования.